# Кабардинци
Кабардинци су кавкаски народ, који претежно живи у Турској и Русији, односно у Републици Кабардино-Балкарији, у којој чини апсолутну етничку већину од 57%.
Кабардинци су највеће од 12 историјских черкеских племена. Кабардинци су источно черкеско (кабардинско) племе као и Бесленејевци. Након стварања Совјетског Савеза черкеска племена су сврстана у 4 групе (зависно од административне јединице у којој су била насељена) које су формално признате као посебни народи, а то су Черкези (већином племе Бесленејевци), Кабардинци (само племе Кабардинци), Адигејци (сва западна племена Черкеза сем Шапсуга) и Шапсуги (само племе Шапсуги).
Кабардинци су већим делом исламске, а мањим делом православне вероисповести, а говоре кабардинским језиком, који спада у абхаско-адигејску породицу језика (део хипотетичке севернокавкаске макропородице језика).

## Популација
Кабардинци у Русији, претежно живе у Републици Кабардино-Балкарији, у којој чини апсолутну етничку већину од 57%. Кабардинаца укупно има око 2.000.000 од тога у Турској 1.117.000, Русији 516.826, Јордану 76.000, Сирији 48.000, Саудијској Арабији 24.000, Немачкој 14.000, Америци 3.000, Узбекистану 1.300.

## Вера
Кабардинаци су данас већином муслимани сунити. Мали део су православци, а још увек постоје и следбеници традиционалне етичко-филозофске доктрине Хабзе. Постоји и мали број Кабардинаца римокатолика, који највероватније потичу од једног броја породица које су прешле из православља на римокатолицизам током 13. века.
Кабардинци који живе у Моздокском рејону Републике Северне Осетије — Аланије су православци, као и део Кабардинаца који живе у јужном делу Курског рејона Ставропољског краја.
Кабардини су међу првима у Европи примили хришћанство већ крајем 2. и почетком 3. века. Већина Кабардинаца је почетком 19. века примила ислам.